# Te Atatu AFC
Te Atatu AFC is een Nieuw-Zeelandse voetbalclub uit Te Atatu, Auckland. De thuiswedstrijden worden in het Te Atatu Peninsula Park in Te Atatu gespeeld.